# 1880年呂宋地震
1880年呂宋地震是1880年7月14至25日在菲律賓呂宋島發生的地震，特別是三次劇烈的搖晃導致教堂等建物毀壞，以及人員傷亡。同時呂宋島西南方的塔爾火山也更加活躍。

## 震災
主震發生在7月18日。馬尼拉、布拉坎省、拉古納省、新怡詩夏省等是主要震災區，馬尼拉和拉古納省的災情最嚴重。
7月19日，因呂宋地震引起的海嘯侵襲台灣北部，在淡水造成幾面牆和數間房舍倒塌，以及少數人員傷亡，災情並不嚴重。

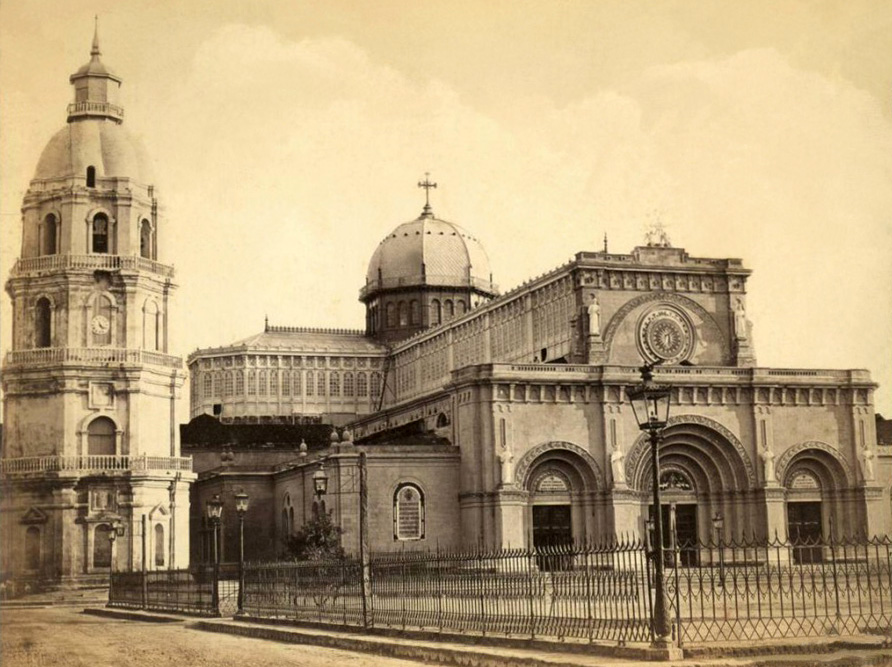
地震前的馬尼拉大教堂
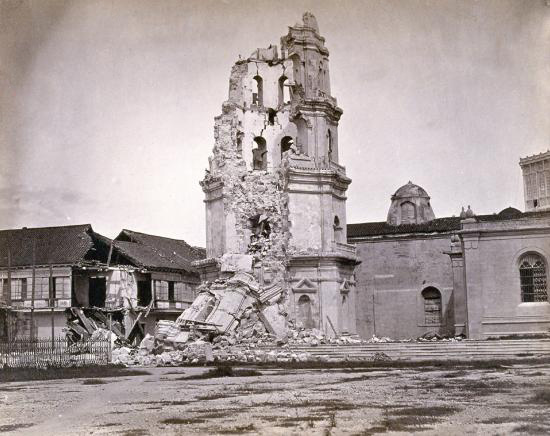
地震後鐘樓毀壞的馬尼拉大教堂

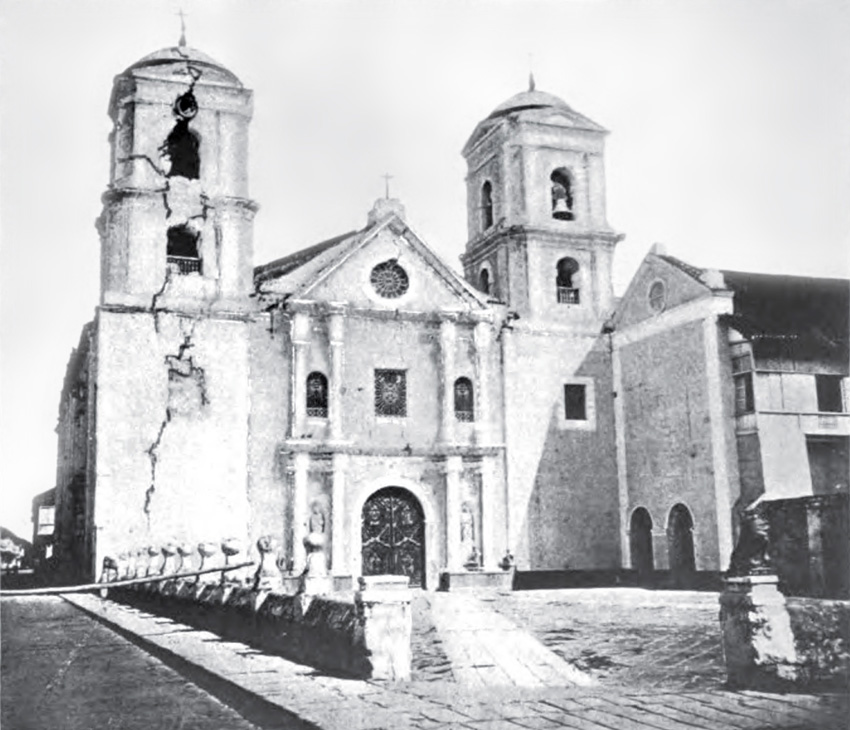
地震前的聖奧古斯丁教堂
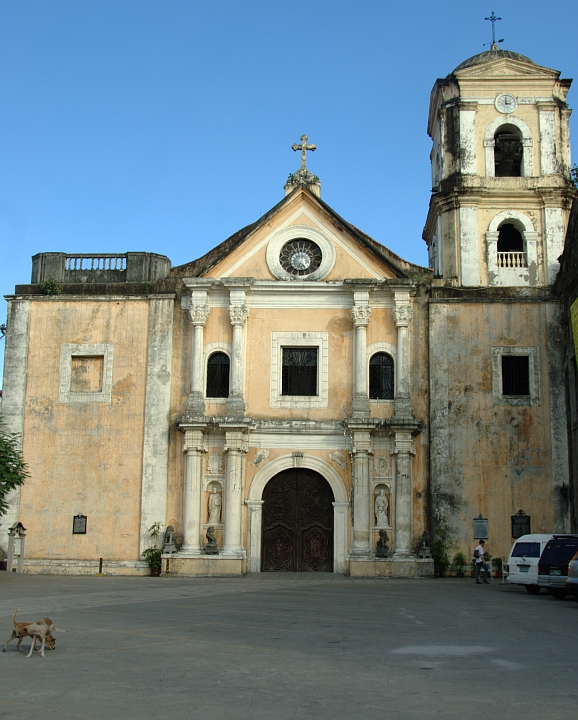
地震後僅存一座鐘樓的聖奧古斯丁教堂

## 脚注
1. ↑  "American Journal of Science – Art.V. The earthquake of the Philippine Islands, July 1880" （页面存档备份，存于）, pp.52–57.
2. ↑  "The Earthquakes of Manila and the Provinces" （页面存档备份，存于）, pp.94–95. Japan Gazette, Vol. 26.
3. ↑  姚紹基. . 台北: 國立台灣歷史博物館. 2018.